# جامع باش دراق
جامع باش دراق (Başdurak Camii) هو مسجد تاريخي في إزمير، تركيا.

## بناء
النقش على المسجد يدل على أن المسجد بني من قبل حاجي حسين. تاريخ البناء 1652 كما هو مدون من قبل الرحالة والمستكشف التركي أوليا جلبي الذي زاره في القرن 17. المسجد مبني على مساحة مربعة ويحتوي على قبة واحدة كبيرة في الأعلى. تكون منطقة الصلاة إلى الشمال والمئذنة إلى الغرب. وقد ألحق بالمسجد مدرسة، ومكتبة و(نافورة لشرب الماء). عدد من المحلات التجارية التي تنتمي للشارع المجاور تم دمجها معه. المسجد تم ترميمه عدة مرات، آخر ترميم كان عام 2001.

## معرض

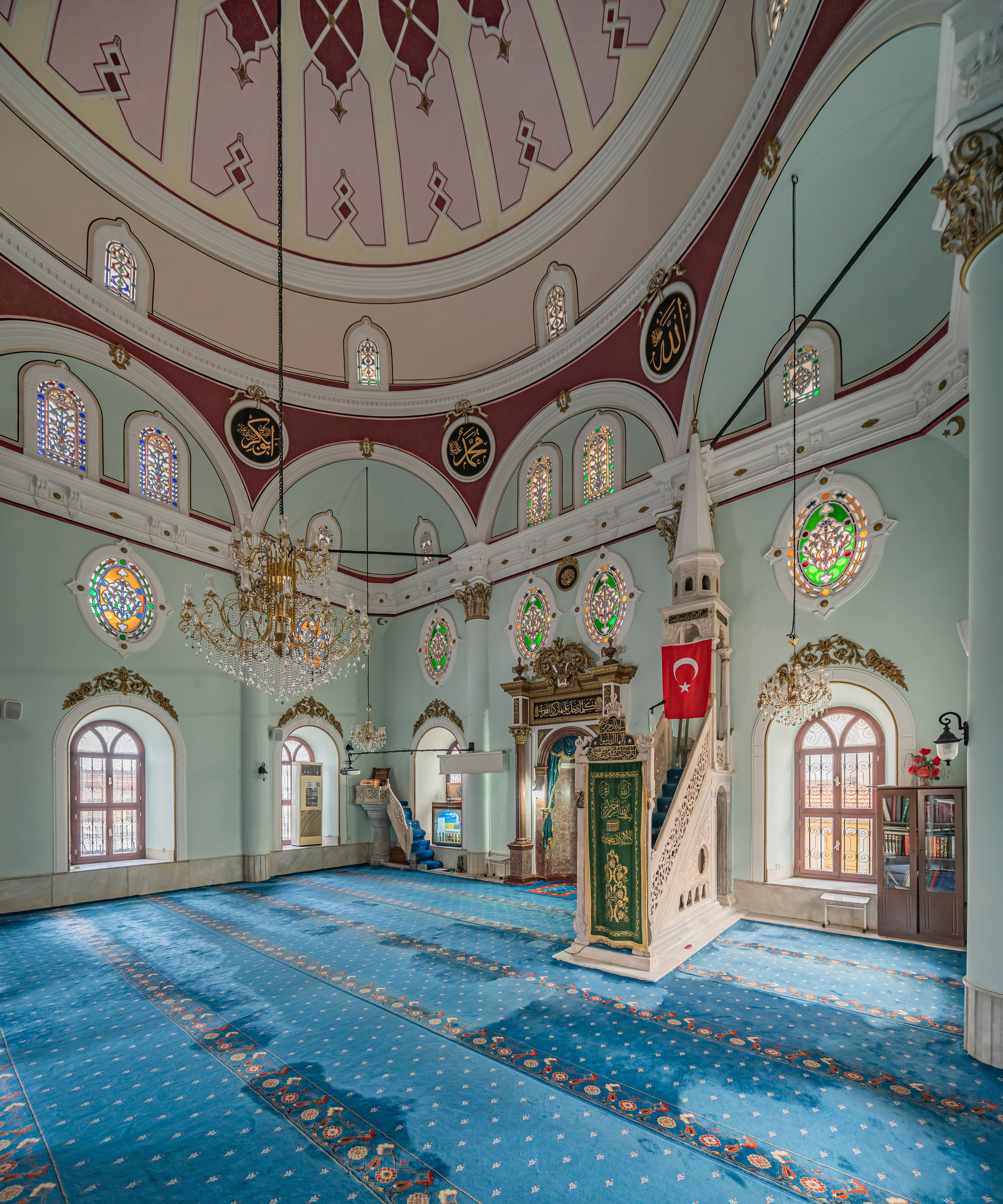
المسجد من الداخل
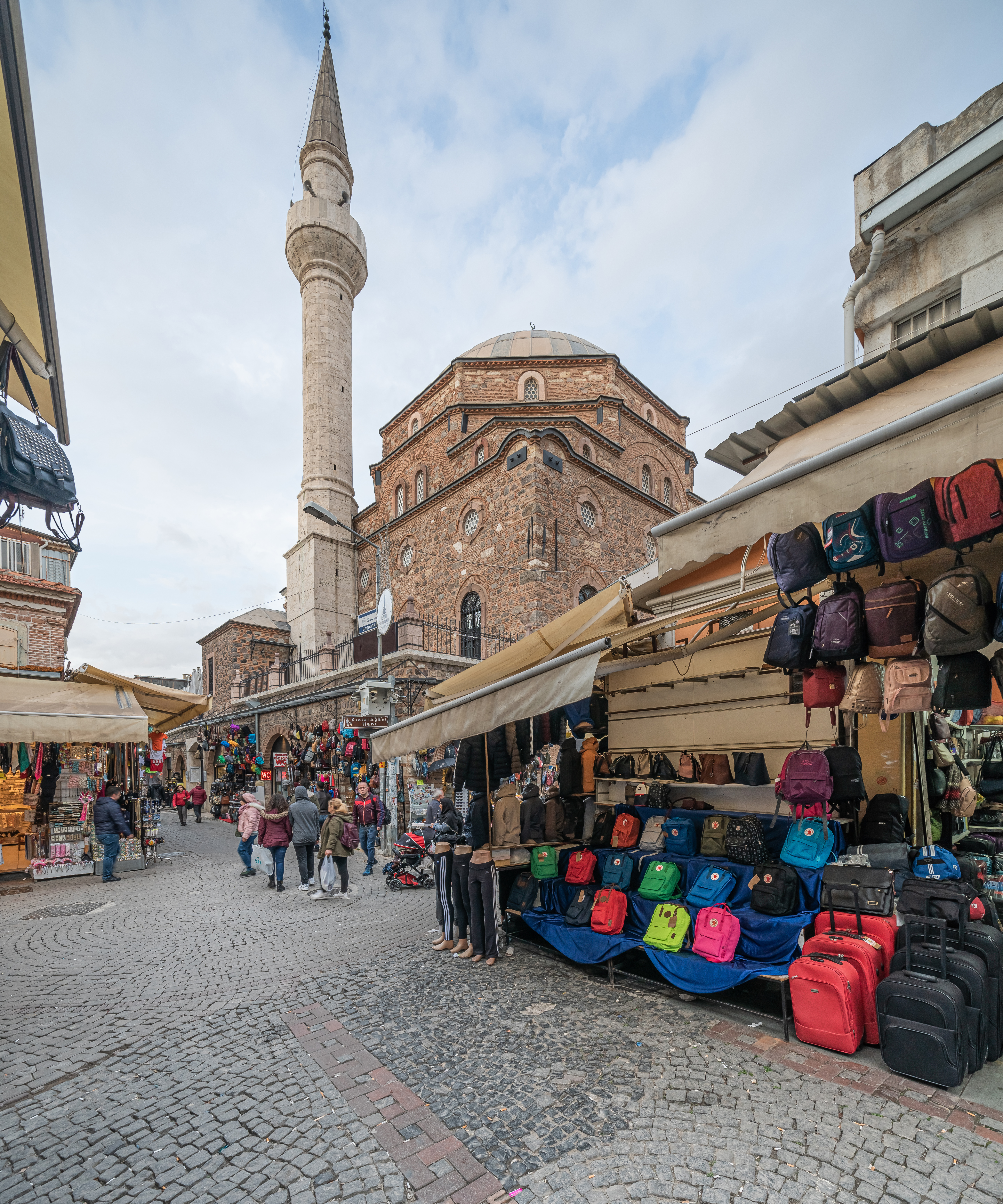
منظر من منطقة السوق